# 14 січня
14 січня — 14-й день року в григоріанському календарі. До кінця року залишається 351 день (352 дні — у високосні роки).

## Свята і пам'ятні дні

### Міжнародні
- ЮНЕСКО: Всесвітній день логіки (з 2019 року). Запропонований Жаном Івом Без'є, присвячений дню народження Альфреда Тарського та дню смерті Курта Геделя.
- Алжир,  Білорусь,  Боснія і Герцеговина,  Грузія,  Марокко,  Північна Македонія,  Росія,  Сербія,  Туніс,  Чорногорія: Старий Новий рік.

### Національні
- Грузія: День прапора.
- Індія: Макара-санкранті.
- Таїланд: Національний день охорони лісів.
- Туніс: День революції та молоді.
- США: День ратифікації.

### Релігійні

#### Західне християнство
- Пам'ять святих Девасахаяма Піллая[en], Макрини Старшої[en], Одоріка Порденоне[en], Фелікса Ноланського[en];
- Пам'ять святого Ейвінда Берґграва[en] (Лютеранська церква);
- Свято осла[en] (у середньовіччі[en]).

#### Східне християнство
- Віддання свята Богоявлення;
- Пам'ять преподобних отців у Синаї та Раїті побитих;
- Пам'ять рівноапостольної Ніни Грузинської;
- Пам'ять преподобних Йосипа Аналітіна Раїфського, Феодула Синайського, Стефана Вітинського (Халкідонського)[1];
- Пам'ять католикоса-патріарха Барбашміна[en] (Церква Сходу).

## Іменини
✝  Католицькі: Макрина, Одорік, Фелікс.
✙ Православні: Ніна, Йосип, Степан.

## Події
- 1392 — Холм отримав від короля Владислава Ягайла міські права і 4320 десятин землі для поселення та землеробства.
- 1506 — у Римі знайшли та перевезли у Ватиканський собор скульптуру «Лаокоон і його сини».
- 1604 — розпочала роботу Гемптон-Кортська конференція на чолі з королем Англії Яковом I для обговорення вимог пуритан щодо зміни доктрини Англіканської церкви.
- 1761 — в битві біля індійського міста Паніпат 90-тисячне військо афганців (на чолі з Ахмед-шахом Дуррані) в союзі з індійськими мусульманськими загонами вщент розтрощило військо маратхських князів.
- 1794 — Елізабет Хог Беннетт з Едома, штат Вірджинія, стала першою американською жінкою, якій успішно зроблений кесарів розтин.
- 1814 — підписані Кільські мирні договори, що поклали край англо-данській війні: Данія поступалася Швеції Норвегією.
- 1900 — прем'єра опери «Тоска» Дж. Пуччіні
- 1918 — отримано відповідь московської Ради народних комісарів про відмову вести мирні переговори з Українською Центральною Радою, з посиланням на останню її ноту, яка була сприйнята як образа.

-  — у ніч на понеділок підрозділи українського полку ім. Петра Дорошенка залишили м. Глухів після бою з червоногвардійським Московським загоном особливого призначення, підтриманим місцевими червоногвардійцями.
-  — українські частини Центральної Ради після 19-годинного бою змушені були під тиском більшовицьких підрозділів залишити м. Рівне, яке було захоплене ними напередодні. У Рівному проходив III (Надзвичайний) з'їзд Південно-Західного фронту. Українські вояки заарештували голову військово-революційного комітету Особливої армії Ю. Гузарського та ще деяких членів комітету, штаб Окремої армії та її командувача В. Єгор'єва, комісара Південно-Західного фронту Г. Чудновського, представників загальноармійського ВРК Боярського і Єфімова, близько 40 делегатів з'їзду і реквізували в армійській касі понад 5 млн крб. Кількох заарештованих зразу ж вивезли до Бердичева. Фронтовий з'їзд, що відновив свою роботу 1 січня, надіслав УЦР ультиматум, вимагаючи звільнити всіх заарештованих на території Окремої армії, припинити роззброєння «революційних частин», повернути захоплені гроші. З'їзд заявив, що в разі невиконання цих вимог «революційні війська» виступлять проти УЦР.

- 1919 — у Києві постановою Директорії УНР урядовці усіх відомств, призначені за часів гетьмана Павла Скоропадського, негайно звільнялися зі своїх посад. Нове призначення вони могли отримати лише за особливих умов: подання начальника та рекомендації громадських організацій.

-  — у Харкові опубліковано постанови т. зв. Тимчасового робітничо-селянського уряду України про переведення годинникової стрілки на 1 годину 25 хвилин уперед.
-  — 14-19 січня у Одесі відбулися переговори уповноваженого представника УНР, військового міністра генерала Олександра Грекова з командувачем союзних військ на півдні Росії генералом Д'Ансельмом.

- 1920 — у Луцьку Волинської губернії відбулася аудієнція міністра закордонних справ УНР Андрія Лівицького з начальником Польської держави Юзефом Пілсудським, на якій останньому було вручено «Меморандум Голови Директорії УНР в справі поводження польських військових властей на території України, зайнятій польським військом».

-  — отримання командуванням армії УНР відомостей про укладення у Вінниці 24 грудня 1919 р. угоди («нової злуки») армії УНР і УГА. Реального об'єднання між арміями не відбулося.
-  — у Львові відбулося перше засідання Української головної професіональної ради, головою якої обрано П. Буняка.
-  — у Бердянському та Мелітопольському повітах Запорізької губернії розпочалася активна боротьба більшовиків з махновцями. До складу ревкомів у волостях активного повстанського селянського руху вводилися члени комнезамів. Також було організовано загони самооборони членів КНС. Внаслідок роботи, проведеної комнезамами, селяни Ново-Василівської, Кизнярської та Акимівської волостей Мелітопольського повіту та Ново-Спаської волості Бердянського повіту, згідно з відомостями більшовицької пропаганди, перейшли на бік радянської влади.

- 1922 — у Харкові ВУЦВК затвердив «Положення про радіотелеграфне агентство України (РАТАУ)». Ухвалено створення РАТАУ як централізованого урядового інформаційного відомства при ВУЦВК.

-  — у Харкові ВУЦВК ратифікував російсько-українсько-австрійський попередній торговельний договір від 7 грудня 1921 р.
-  — у Москві з метою боротьби з мішечництвом у врожайних губерніях РСФРР НКВС зобов'язав завідувачів відділів управління максимально скоротити видачу перепусток на в'їзд і виїзд із заборонених місцевостей і дозволив видавати такі перепустки тільки у випадках особливого державного значення.
-  — у Катеринославі відділ охорони праці губернської ради профспілок виявив факти експлуатації дитячої праці на численних підприємствах, коли діти у віці від 8 до 14 років за десятигодинну працю отримували зарплатню, якої вистачало на придбання шматка макухи. Ознайомившись з цими фактами, губвиконком постановив оштрафувати підприємців, порушників трудового законодавства і залучити їх до судової відповідальності.
-  — у Харкові РНК УСРР прийняла постанову «Про зниження продовольчого натурподатку, заміну його грошима і про звільнення від нього у губерніях і повітах, що оголошені неврожайними».
-  — у Харкові РНК УСРР затвердила «Угоду між американською адміністрацією допомоги і Українською соціалістичною республікою» про організацію допомоги голодуючим УСРР.

- 1923 — у Харкові Народний комісаріат внутрішніх справ УСРР запропонував губуправлінням взяти на облік усі єврейські сільськогосподарські колективи та артілі для надання їм виробничої допомоги з метою стимулювання переходу міського єврейського населення до землеробської праці.
- 1925 — у Харкові Політбюро ЦК КП(б)У визнало необхідним поставити перед ЦК РКП(б) питання про санкціонування переходу на триступеневу систему адміністративного управління та ліквідацію губерній при безпосередньому зв'язку центру з округами. У комісію по районуванню запропоновано ввести наркома освіти, начальника політуправління Українського військового округу В. Затонського.

-  — у Харкові Політбюро ЦК КП(б)У визнало доцільним ввезення мануфактури з-за кордону для України. Ухвалено поставити на розгляд ЦК РКП(б) питання про імпорт мануфактури та про зниження ввізного мита.

- 1928 — у Москві ЦК ВКП(б) надіслав директиву своїм місцевим організаціям, у тому числі ЦК КП(б)У, про посилення хлібозаготівель.

-  — у Москві ЕКУ ОДПУ підготувало інформаційне зведення про хід хлібозаготівельної кампанії 1927/1928 господарського року.
-  — у Львові з нагоди 40-річчя існування щоденної української газети «Діло» вийшло 32-сторінкове число з ілюстрованим додатком у збільшеному накладі.

- 1933 — посольство Німеччини в Москві одержало доповідну записку від німецького консула в Києві А. Хенке про застосування штрафів в українському селі, про голод, епідемію тифу, захворювання на шигельоз (тоді називали дизентерією).
- 1942 — на ім'я А.Гітлера направлений лист, підписаний головним отаманом УНР у Варшаві А. Лівицьким, президентом Української національної ради у Києві професором М. Величківським, головою Генеральної ради українських комбатантів генералом М. Омеляновичем-Павленком, президентом Української національної ради у Львові митрополитом А. Шептицьким, де висловлювалися критичні зауваження щодо політики Третього рейху стосовно України.
- 1943 — війна на Тихому океані: почалася евакуація японських військ з острова Гуадалканал.
- 1946 — Генеральна Асамблея ООН обрала Українську РСР членом Економічної і соціальної ради ООН.
- 1953 — у Гельсінкі (Фінляндія) в змаганнях на першість світу зі швидкісного бігу на ковзанах абсолютним чемпіоном світу став українець О. Гончаренко (193,143 очок).
- 1980 — Генеральна Асамблея ООН засудила інтервенцію СРСР в Афганістан і прийняла резолюцію, якою вимагала «негайно, безумовно і повністю вивести війська з Афганістану».
- 1989 — долаючи опір комуністичного керівництва та промосковських сил відбулись Установчі збори Донецького обласного Товариства української мови ім. Т. Шевченка. Невдовзі обласна організація була представлена понад 60-ма міськими, районними та сільськими осередками і нараховувала близько 3000 членів.

-  — міліція розігнала установчі збори ініціативної групи Тернопільської обласної філії Української Гельсінської спілки.

- 1992 — Україна встановила дипломатичні відносини з Мексикою.
- 2004 — після близько 500-річної перерви прапор «п'яти хрестів» став державним прапором Грузії. Раніше він був відомий як прапор грузинського королівства.
- 2005 — космічний зонд «Гюйгенс» здійснив вдалу посадку на поверхню Титану.
- 2010 — годинник Судного дня переведений на одну хвилину назад.
- 2023 — ракетний удар по житловому будинку в м. Дніпро

## Народились

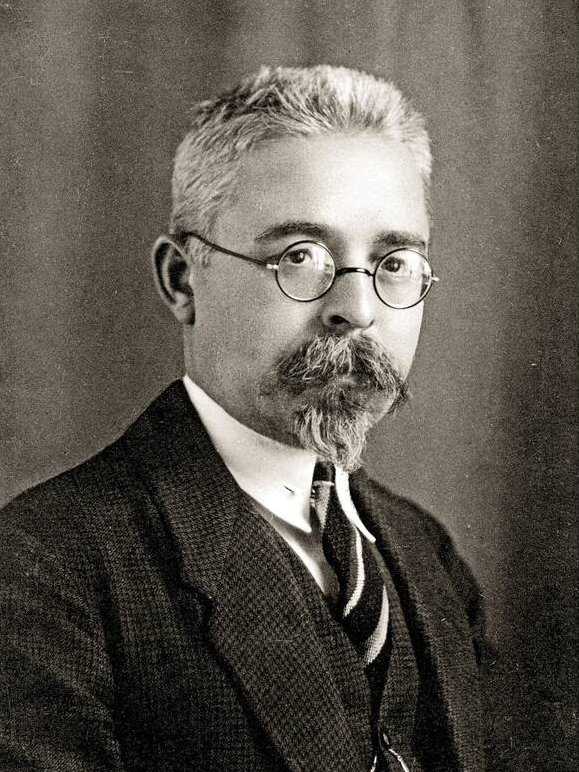
Іван Огієнко

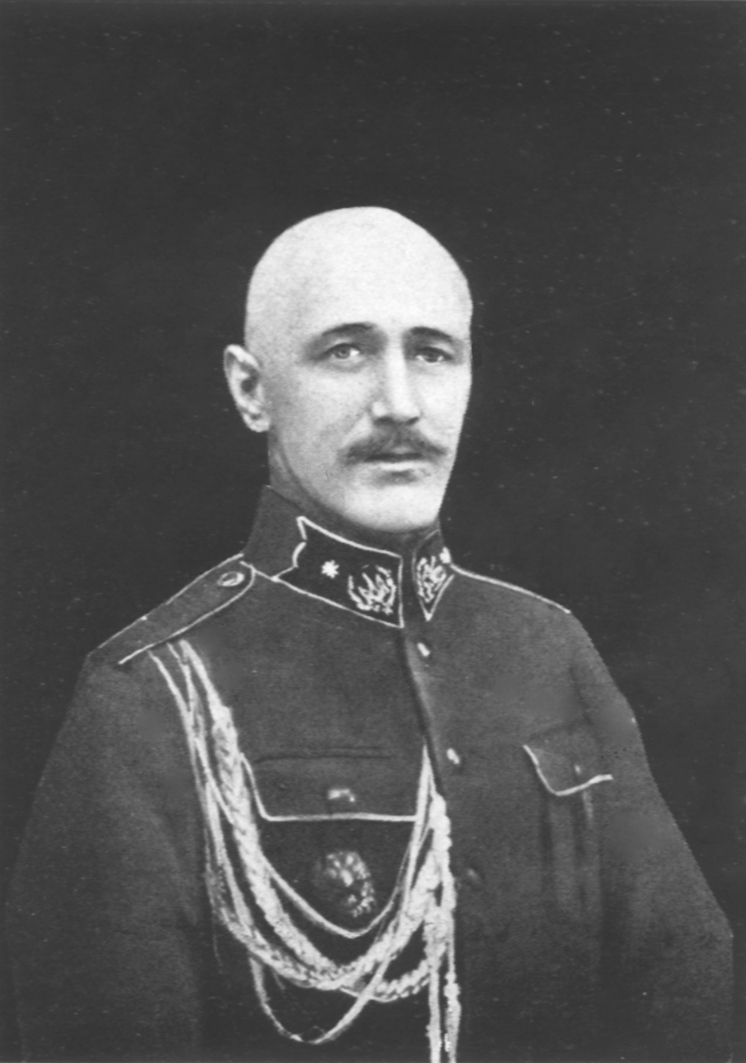
Всеволод Петрів

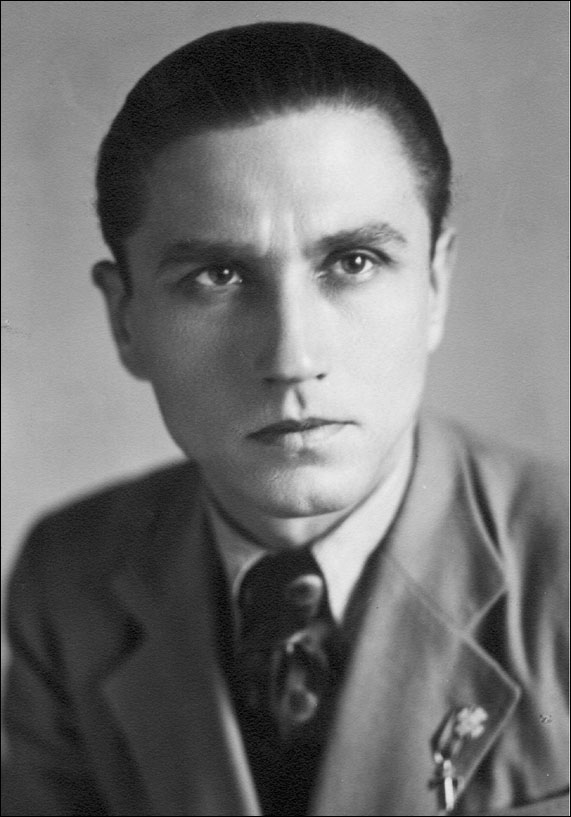
Юрій Горліс-Горський

Дивись також Категорія:Народились 14 січня
- 83 до н. е. — Марк Антоній, римський полководець і державний діяч.
- 1841 — Берта Морізо, французька художниця-імпресіоністка.
- 1855 — Опанас Сластіон, український живописець, графік, архітектор, мистецтвознавець і етнограф.
- 1863 — Павло Кошиць (Порай-Кошиць), український і російський оперний і камерний співак (ліричний, лірико-драматичний тенор), педагог. Двоюрідний брат Олександра Кошиця. Батько співачки Ніни Кошиць.
- 1875 — Альберт Швейцер, німецький філософ, музикант, лікар, місіонер, лауреат Нобелівської премії миру 1952 року.
- 1882 — Іван Огієнко (митрополит Іларіон), український православний митрополит, мовознавець, історик церкви, культурний діяч.
- 1883 — Всеволод Петрів, військовий міністр і генерал-хорунжий Армії УНР, учасник оборони Києва від бандформувань Муравйова.

-  — Ніна Річчі (Марія Нієллі), відома французька модельєрка італійського походження. Відкрила у 1932 Дім моди Річчі, який існує досі й випускає одяг, парфуми, косметику та модні аксесуари.

- 1891 — Осип Мандельштам, російський поет.
- 1892 — Гордій Коцюба, український письменник з когорти Розстріляного відродження.
- 1898 — Юрій Горліс-Горський, український військовий і громадський діяч, письменник, старшина Армії УНР.
- 1902 — Василь Минко, український драматург-комедіограф.
- 1907 — Василь Комісаренко, відомий український вчений, академік АН УРСР, організатор і директор Інституту ендокринології та обміну речовин.
- 1922 — Василь Гнєздилов, український архітектор і скульптор, лауреат Шевченківської премії.
- 1925 — Юкіо Місіма, визначний японський письменник XX століття, драматург, актор, політичний діяч.
- 1928 — Валентина Зимня, українська акторка, театральна педагогиня, заслужена акторка УРСР (1960).
- 1933 — Наталія Наум, українська акторка театру і кіно. Мати акторів Тараса та Олександра Денисенків.
- 1935 — Іван (Стінка), митрополит Української православної церкви Канади
- 1937 — Євген Гуцало, український прозаїк, поет, публіцист, кінодраматург, лауреат Шевченківської премії.
- 1963 — Стівен Содерберг, американський кінорежисер («Секс, брехня і відео», «Ерін Брокович», «Анатомія Грея», «11..», «12…» і «13 друзів Оушена»). Кількаразовий номінант на премію «Оскар».
- 1965 — Шаміль Басаєв, відомий чеченський польовий командир.

-  — Slick Rick, англо-американський репер.

- 1966 — Марко Гієтала, фінський бас-гітарист і другий вокаліст фінської симфо-метал групи Nightwish. Так само Гієтала є вокалістом, бас-гітаристом і учасником фінської групи Tarot.
- 1969 — Дейв Грол, американський рок-музикант, мультиінструменталіст, співак, автор пісень і продюсер.
- 1973 — Джанкарло Фізікелла, італійський автогонщик, пілот Формули-1.

-  — Василь Кардаш, український футболіст, півзахисник. У складі київського «Динамо» — п'ятиразовий чемпіон України, триразовий володар Кубка.

- 1997 — Сергій Пархоменко, офіцер Збройних Сил України, учасник російсько-української війни. Герой України (2022, посмертно).

## Померли
Дивись також Категорія:Померли 14 січня
- 1539 — Джованні Антоніо Порденоне, італійський живописець.
- 1753 — Джордж Берклі, англійський філософ, представник суб'єктивного ідеалізму, засновник сучасного реалізму.
- 1867 — Жан-Огюст-Домінік Енгр, французький художник, живописець, представник класицизму.
- 1898 — Льюїс Керрол, англійський математик і письменник, англійський математик і письменник, автор повістей «Аліса у Дивокраї» і «Аліса в Задзеркаллі».
- 1912 — Ілля Казас, караїмський просвітник, педагог і поет.
- 1944 — Роман Сушко, військовий і політичний діяч, поручник УСС, співорганізатор і полковник Січових Стрільців, співзасновник та крайовий комендант УВО, співзасновник ОУН, командир «Легіону Сушка» (09.1939).
- 1966 — Сергій Корольов, конструктор ракетно-космічних систем.
- 1978 — Курт Гедель, австро-американський логік, математик і філософ математики.
- 1999 — Єжи Гротовський, польський режисер-експериментатор, педагог і теоретик театру.
- 2009 — Ян Каплицький, чеський архітектор
- 2016 — Алан Рікман, англійський актор
- 2016 — Леонід Жаботинський, український радянський спортсмен, важкоатлет.